# جینچانگ
جینچانگ (به لاتین: Jinchang) یک شهر مرکزی در جمهوری خلق چین است که در گانسو واقع شده‌است. جینچانگ ۸٬۸۹۶ کیلومتر مربع مساحت و ۴۶۴٬۰۵۰ نفر جمعیت دارد.